# 埃克塞特-費爾蒙特鎮區 (內布拉斯加州菲爾莫爾縣)
埃克塞特-費爾蒙特鎮區（英語：Exeter-Fairmont Consolidated Township）是位於美國內布拉斯加州菲爾莫爾縣的一個行政鎮區。

## 地方資料
埃克塞特-費爾蒙特鎮區的面積為186.49平方千米，皆為陸地。根據2020年美國人口普查的數據，當地共有人口1285人，而人口密度為每平方千米6.89人。